# Podolestes buwaldai
Podolestes buwaldai là loài chuồn chuồn trong họ Argiolestidae. Loài này được Lieftinck mô tả khoa học đầu tiên năm 1940.